# Vozár Attila
Vozár Attila (Medgyesegyháza, 1974. november 27.) magyar ultramaratoni futó, Európa-bajnoki ezüstérmes, a 100 mérföldes ultramaratoni futás országos csúcstartója.

## Sportpályafutása
A magyar ultramaratoni futás korábbi kiemelkedő alakjaihoz (Kis-Király Ernő, Vass Márta,  Bogár János , Bérces Edit) hasonlóan az öt szakaszból álló  Bécs–Pozsony–Budapest Szupermaratonon  (2005-ig Bécs–Budapest Szupermaraton)  elért győzelmeivel (2000, 2001, 2004) írta be magát az ultrafutás nagykönyvébe. Edzője Tóth Sándor mesteredző.
Eredményei sorából kiemelkedik a 2001-ben Winschotenben elért 100 km-es  Európa-bajnoki ezüstérmes teljesítménye, valamint a 2009-ben Dániában aratott, magyar nemzeti csúcsot jelentő 100 mérföldes győzelme.
Pályafutása során öt alkalommal futott 100 kilométert 7 órán belül. A lakóhelyéről induló Békéscsaba - Arad - Békéscsaba Szupermaratont háromszor nyerte (2000, 2009, 2010).

## Kiemelkedő versenyeredményei
| Táv              | Eredmény | Év     | Helyszín              | Megjegyzés      |
| ---------------- | -------- | ------ | --------------------- | --------------- |
| 100 km           | 6:57:27  | (2009) | Seregno               | 1.              |
| 100 km           | 7:10:00  | (2008) | Winschoten            | 1.              |
| 100 km           | 6:57:40  | (2003) | San Giovanni Lupatoto | 1.              |
| 100 km           | 6:47:57  | (2001) | Winschoten            | Eb ezüstérmes   |
| 100 km           | 6:50:00  | (2000) | Winschoten            | vb 10.          |
| 100 km           | 6:52:10  | (2000) | Romano di Lombardia   | 1.              |
| 100 mérföld      | 13:28:16 | (2009) | Nykoebing Mors        | 1. magyar csúcs |
| Békéscsaba- Arad | 15:30:17 | (2010) | Békéscsaba            | 1.              |
| Bécs-Budapest    | 25:13:49 | (2001) | Budapest              | 1.              |
| UltraBALATON     | 20:30:32 | (2010) | Tihany                | 1.              |

## Élete
Békéscsabán él családjával. Sportrendezvények szervezésével foglalkozik.

## Sportszakmai elismerései
A Magyar Ultrafutás Dicsőségcsarnoka (MASZ UB, 2016)